# Lakušník vodní
Lakušník vodní (Batrachium aquatile, syn.: Ranunculus aquatilis) je druh rostliny z čeledi pryskyřníkovité (Ranunculaceae).

## Popis
Jedná se o jednoletou až vytrvalou vodní bylinu, která může po vyschnutí růst i na bahnitých substrátech. Lodyha je větvená a lysá, podle stanoviště může dorůstat délky 30–150 cm. Listy jsou střídavé, vyskytuje se zde heterofylie, vytváří se lupenité listy plovoucí na hladině (nebo u terestrických forem), čepele jsou na obrysu ledvinité 3–7 laločné až klané. Zato ponořené listy jsou zcela jiné, niťovité, několikrát dlanitosečné s niťovitými úkrojky. Na bázi listů jsou palisty. Květy jsou jednotlivé, oboupohlavné a pravidelné s víceméně kuželovitým květním lůžkem, vykvétají nad hladinou a jsou opylovány hmyzem (entomogamie). Plodní stopka bývá kratší než 5 cm a je kratší než řapík příslušného lupenitého listy. Kališních lístků je 5, jsou zelené. Korunních je většinou také pět, jsou bílé, na bázi se žlutou skvrnou. Květy jsou spíš malé (menší než u podobného lakušníku štítnatého (Batrachium peltatum), korunní lístky jsou asi 5–9, zřídka až 10 mm dlouhé. Tyčinek je asi 15–25, pestíků asi 30–40. Plodem je nažka, na vrcholu zakončená krátkým zobánkem, nažky jsou uspořádány na květním lůžku do souplodí. Nezralé nažky jsou chlupaté, za zralosti někdy olysávají, úzký křídlatý lem chybí. Plody se šíří vodou (hydrochorie). Počet chromozómů je 2n=48, jedná se o hexaploid.

## Rozšíření
Druh je velmi variabilní a je rozšířen ve značné části světa, v Evropě, v Asii, Severní i Jižní Americe, v Mexiku, Africe a Austrálii. Ovšem záleží na taxonomii, je rozlišováno více variet a někdy i různých příbuzných druhů. Např. v Severní Americe je rozlišován Ranunculus aquatilis var. aquatilis a Ranunculus aquatilis var. diffusus.
V České republice to je celkem běžný druh, je rozšířen ovšem častěji v nižších polohách. I když je nutno brát v úvahu, že hlavně dříve nebyl v ČR odlišován druh lakušník štítnatý, např. Květena ČR ho udává pouze jako varietu B. aquatilis, proto některé údaje o výskytu lakušníku vodního se mohou vztahovat k druhu Batrachium peltatum.

## Ekologie
Jedná se o vodní rostlinu, která může po vyschnutí vegetovat i na obnažených dnech. Ve stojatých vodách, popř. pomalu tekoucích, často vytváří monodominantní rozsáhlé porosty nebo porosty smíšené s jinými vodními rostlinami. Je to typický druh vegetace vodních rostlin v mělkých, krátkodobě vysychajících vodách svazu Ranunculion aquatilis, zvláště pak asociace Ranunculetum aquatilis.